# Białobrodzik amazoński
Białobrodzik amazoński (Corapipo gutturalis) – gatunek małego ptaka z rodziny gorzykowatych (Pipridae). Występuje w Ameryce Południowej. Nie jest zagrożony wyginięciem.

## Taksonomia
Po raz pierwszy gatunek opisał Karol Linneusz; wzmianka o tym ptaku ukazała się w 12. edycji Systema Naturae w 1766. Bazowała na czarno-białym wizerunku tego ptaka z 1760, zamieszczonym w Ornithologie Mathurina Jacques’a Brissona w 1760. Brisson nie nadał mu nazwy naukowej, a określił go jako Le manakin à gorge blanche (fr. „gorzyk z białym gardłem”). Linneusz nadał nowemu gatunkowi nazwę Pipra gutturalis; obecnie (2020) Międzynarodowy Komitet Ornitologiczny (IOC) umieszcza białobrodzika amazońskiego w rodzaju Corapipo pod nazwą C. gutturalis. IOC uznaje gatunek za gatunek monotypowy. Podgatunek C. g. carminae został opisany w 1955 na podstawie jednego okazu, samicy; nie ma jednak dostatecznej ilości danych, by potwierdzić odrębność tego podgatunku. Możliwe, że białobrodzik amazoński tworzy nadgatunek z białobrodzikiem kolumbijskim (C. leucorrhoa).

## Morfologia

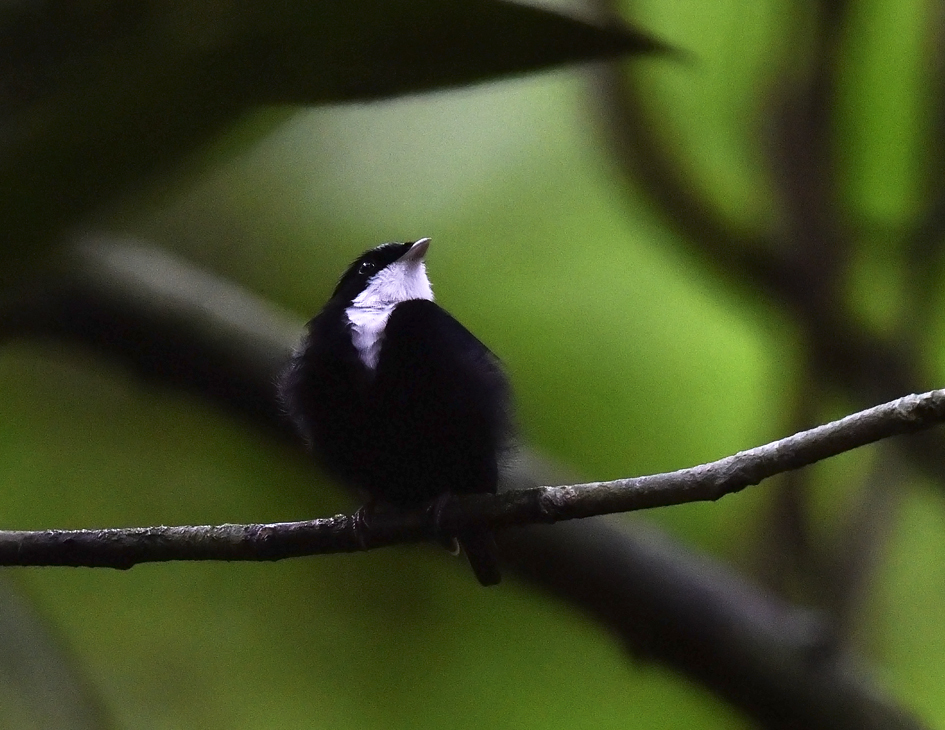
Samiec

Długość ciała wynosi 8,5–9,5 cm. Długość skrzydła samca (n=20) 50–55,8 mm, samicy (n=8) 49,5–57 mm; długość ogona samca (n=20) 27–32 mm, samicy (n=7) 26–31 mm; długość dzioba samca (n=19): 8,14–10,54 mm, samicy (n nieokreślone) 9,03–10,66 mm; długość skoku samca (n=8) 13,46–16,2 mm, samicy: (n=5) 13,19–16,38 mm. Masa ciała u 6 samców: 7,7–8,1 g, u 2 samic: 8,8–9,5 g.
Występuje dymorfizm płciowy w upierzeniu. Samiec jest jednolicie czarny w większości upierzenia, wierzch ciała z wyjątkiem kupra i sterówek wyróżnia dodatkowo głęboki, niebieski, metaliczny połysk. Na gardle dostrzec można czysto białą plamę, która ciągnie się dalej na kształt litery V na górną część piersi, przeważnie wyraźnie odcinając się od czarnych piór. Dla obserwatora w terenie bardzo rzadko widoczne są dobrze najbardziej wewnętrzne lotki I rzędu i większość lotek II rzędu, które mają wyraźne białe chorągiewki zewnętrzne. Samica z wierzchu ciała porośnięta jest w większości mszystozielonymi piórami, na lotkach kolor ten jest już szary, podobnie jak na pokrywach skrzydłowych większych i końcówkach sterówek. Lotki mają wąskie, jaskrawozielone krawędzie. Spód ciała jest w większości brudnobiały, najbardziej kontrastowo na brodzie i gardle. Po bokach ciała występują pióra jasnozielone. Pokrywy ogonowe i brzuch mają nieco żółtawy odcień. U samców tęczówka jest ciemna, dziób szarawy lub jasnoróżowawy, a nogi fioletowawe. Samice mają nogi ołowianoszare lub szarawe.

## Zasięg występowania
Białobrodziki amazońskie zamieszkują południową Wenezuelę (Bolívar, Amazonas), region Gujany i północną Brazylię (Roraima, m.in. Serra do Navio na wschód po Amapá, na południe lokalnie do Manaus). W Wenezueli stwierdzany głównie na obszarach górzystych, od 200 do 1100 m n.p.m.; okaz z 1955, mający być holotypem nowego podgatunku, pochodził najpewniej z Cerro Marahuaca z wysokości około 1500 m n.p.m. W Surinamie występowanie białobrodzików amazońskich stwierdzano między 400 a 700 m n.p.m. W Brazylii te gorzyki zasiedlają głównie niziny, ale w stanie Roraima były spotykane powyżej 600 m n.p.m.

## Ekologia i zachowanie
Środowiskiem życia przedstawicieli C. gutturalis są wysokie, wilgotne lasy, również lasy górskie, okazjonalnie ich obrzeża i przecinki leśne. Prum opisał środowisko zasiedlane przez te ptaki w Surinamie jako mające dość otwarty podszyt i piętro koron sięgające do 20–35 m. Ptaki obydwu płci wydają z siebie głos oznajmiający o terytorium; brzmi jak wydłużone głosy wydawane podczas żerowania, wysokie SEE-seee lub SEE-seee-ee-e. Zdarza się, że białobrodziki amazońskie reagują na głosy sóweczek brazylijskich (Glaucidium hardyi). Są to ptaki trudne do obserwacji i łatwo można je przeoczyć, również ze względu na wysokość piętra koron, w którym przebywają.

### Pożywienie
Pożywieniem tych gorzyków są małe owoce i owady, przy czym zdają się preferować owoce roślin z rodziny zaczerniowatych (Melastomaceae) i marzanowatych (Rubiaceae), przynajmniej w Gujanie Francuskiej. Białobrodziki amazońskie regularnie dołączają do stad wielogatunkowych, prawdopodobnie najchętniej z tanagrami, ale dołączają także do lasówek (Parulidae), innych gorzyków i ostrodziobów (Oxyruncus cristatus), a niekiedy przebywają w podszycie wraz z garncarzami (Furnariidae) i chronkowatymi (Thamnophilidae). W południowo-centralnej Gujanie obserwowano grupy do 10 samców żerujących na owocujących figowcach (Ficus) w towarzystwie innych gorzyków: złotogłowych (Ceratopipra erythrocephala) i białogłowych (Pseudopipra pipra) oraz bławatników: kajeńskich (Cotinga cayana), purpurowych (C. cotinga) i palmożerów amarantowych (Xipholena punicea).

## Lęgi

### Zaloty
Zaloty samców u białobrodzików amazońskich są unikatowe i zróżnicowane. Centralnym punktem jest opadła, omszona kłoda o długości do 30 m i szerokości do 1 m, na której ptaki przebywają na wycinku o długości około 1 m. Kilka samców może przebywać w takim miejscu równocześnie, ale nie wchodzą ze sobą w interakcje. Występuje system kojarzenia typu lek. Zwykle samce tokują przez 10 minut, nim przemieszczą się na kolejną kłodę; najwyżej odwiedzić mogą 5 kłód, nim opuszczą obszar tokowiska. Zaloty zaczynają się w drzewach na wysokości 1–10 m nad ziemią, nieopodal kłód. Samce prostują głowę wskazując dziobem w górę i eksponując białe gardło oraz strosząc pióra u nasady gardła. Prezentują również skoki z obrotami o 180° (about-faces), czasem do 5 razy z rzędu, latają tam i z powrotem na gałęzie oddalone o 0,5–2 m, niekiedy przelatując 15 razy bardzo gwałtownie między gałęziami. Niekiedy przerywają poszczególne części swoich „pokazów” głosami, jednak same toki odbywają się w ciszy, przeważnie grupowo. Po omówionej części następują loty nad drzewami, podczas których ptaki śpiewają; podobne odbywają się u białobrodzików panamskich (Corapipo altera). Ptaki osiągają wysokość 10–25 m nad poziomem koron drzew, samiec również i w locie przyjmuje postawę ukazującą białe gardło. Przed wylądowaniem na kłodzie ptak spuszcza się na nią, ale wznosi się ponownie w powietrze, po czym ląduje. Niejednokrotnie wskakuje na grzbiet zdominowanemu samcowi, strosząc przy tym pióra na gardle. Gdy samiec już wyląduje na kłodzie, zaczyna eksponować gardło, robić obroty o 90 lub 180° oraz zniża głowę, podnosi skrzydła i nerwowo chodzi do tyłu. W razie zauważenia innego samca – intruza – zniża głowę i podnosi nasady skrzydeł. Pozostałe możliwe elementy zalotów obejmują m.in. latanie od kłody do kłody. Po dalszej części zalotów samiec wyciąga głowę kierując ją w dół i skrada się w tył w kierunku samicy, trzepocząc skrzydłami. W trzech obserwowanych przypadkach samica „zaakceptowała” samca, dotykając dziobem jego lotek I rzędu, po czym nastąpiła kopulacja. Samica może również oddalić się.

### Rozród
Niewiele wiadomo o lęgach; w 2011 znany był tylko jeden opis gniazda. Gniazdo z jajami w Gujanie Francuskiej obserwowane było w 4. tygodniu października; ptaki w kondycji rozrodczej w Surinamie odławiano w styczniu i październiku. Jedno odnalezione gniazdo znajdowało się na wysokości 8,3 m nad ziemią na drzewie z rodzaju Sloaena (eleokarpowate); była to stosunkowo mała konstrukcja o kształcie kubeczka. Zewnętrzną warstwę stanowiły mchy, wewnętrzną ryzomorfy grzybów z rodzaju Marasmius. Zniesienie liczy 2 jaja o skorupce barwy różowobiałej. Wysiaduje jedynie samica, ale nie są znane długość okresu inkubacji czy czas do opierzenia się piskląt.

## Status
IUCN uznaje białobrodzika amazońskiego za gatunek najmniejszej troski (LC, Least Concern) nieprzerwanie od 1988 (stan w 2021). Liczebność populacji nie została oszacowana, ale ptak ten opisywany jest jako dość pospolity. Ze względu na brak dowodów na spadki liczebności bądź istotne zagrożenia dla gatunku BirdLife International uznaje trend liczebności populacji za stabilny. Występuje na licznych obszarach chronionych, w tym w parkach narodowych, np. Park Narodowy Canaima (Wenezuela), Park Narodowy Tumucumaque (Amapá) i Brownsberg Nature Park w Surinamie.